# 2008 en astronomie
2006 en astronomie - 2007 en astronomie - 2008 en astronomie - 2009 en astronomie - 2010 en astronomie 

## Événements

### Janvier
- 3 janvier : la Terre se trouve à son périhélie[1].
- 14 janvier : premier survol de Mercure par la sonde Messenger de la Nasa.
- 30 janvier : selon le Near Earth Objet Program, l'astéroïde 2007 WD5 passerait à moins de 26 000 km de Mars vers 12:00 UTC ; il aurait une chance sur 10 000 de percuter la planète[2].

### Février
- 7 février : éclipse solaire annulaire[3].
- 21 février : 
  - éclipse lunaire totale[3];
  - 2e pleine lune de 2008[4];
  - destruction du satellite-espion USA 193 en perdition par un missile antibalistique de l'US Navy.
- 22 février : découverte d'une immense structure de matière noire dans l'univers s'étendant sur 270 millions d'années-lumière par une équipe de 19 chercheurs français et canadiens.

### Mars

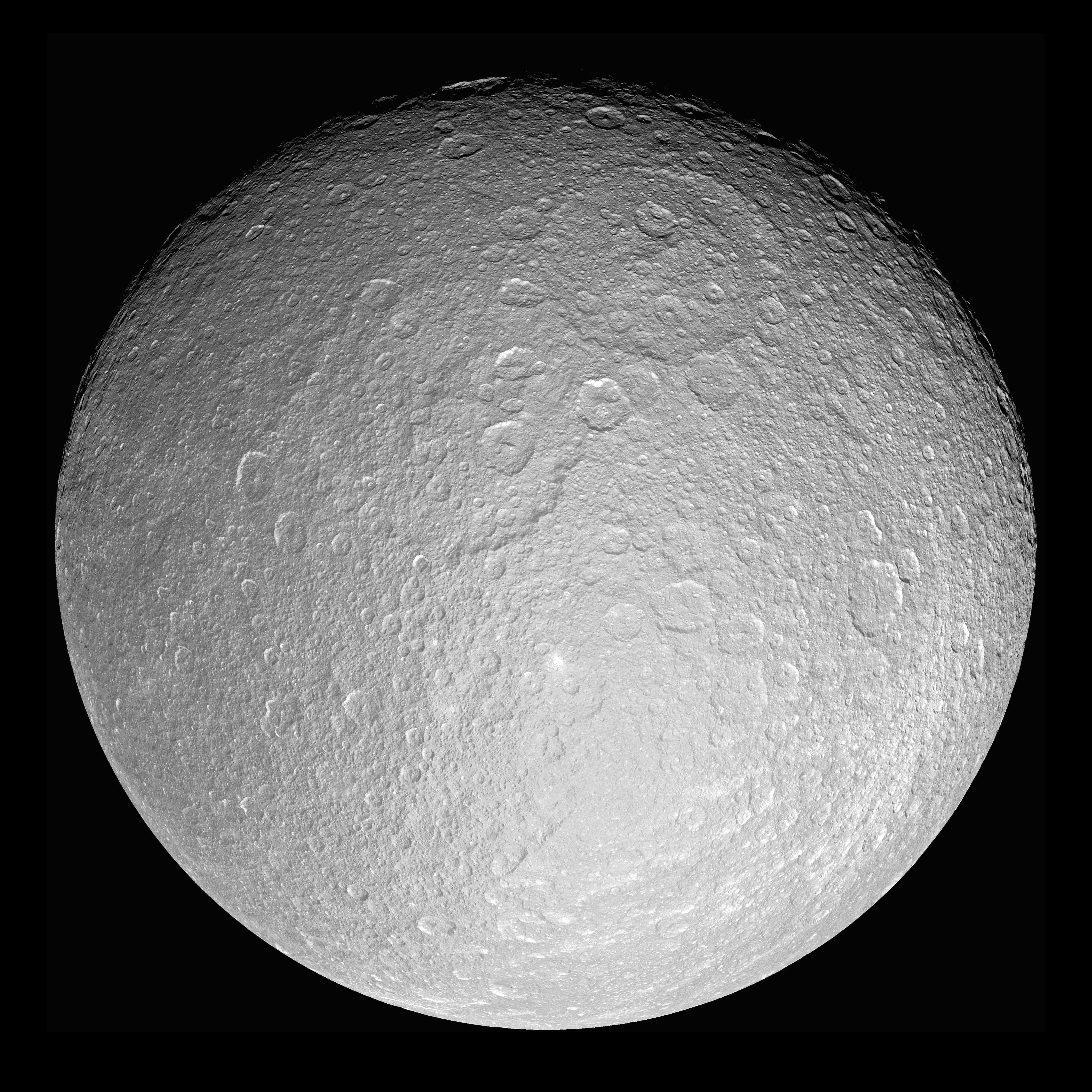
Rhéa, satellite de la planète Saturne.

- 6 mars : le satellite de Saturne, Rhéa, possèderait un anneau gravitant autour de lui. Cette découverte de la sonde Cassini reste à confirmer[5].
- 20 mars : équinoxe de mars à 05:48 UTC[1].
- 24 mars : découverte par le télescope spatial Hubble de méthane sur l'exoplanète HD 189733 b, ce qui confirme la présence d'eau détectée quelques mois plus tôt[6].

### Avril
- 9 avril : découverte de GJ 436T, qui devient la plus petite exoplanète connue à ce jour. Cette découverte reste cependant à confirmer[7].
- 16 avril : la Nasa et l'Agence spatiale européenne prolongent jusqu'en 2010 la mission d'exploration de la planète Saturne et de ses satellites par la sonde Cassini. Soixante survols supplémentaires de Saturne seront réalisés et la sonde continuera à s'intéresser plus particulièrement au satellite Titan, sur laquelle la sonde Huygens s'était posée en janvier 2005, et qui pourrait abriter un océan liquide de méthane ou d'éthane sous sa surface glacée.

### Mai
- 16 mai : lancement prévu du satellite Glast.
- 26 mai : atterrissage de Phœnix près du pôle nord de Mars.

### Juin
- 18 juin : la sonde américaine Phoenix, qui stationne près du pôle nord de la planète Mars, aurait découvert une matière blanche en creusant avec son bras robotisé une petite tranchée de 7,5 centimètres de profondeur. Selon les premières estimations, il pourrait s'agir de glace ou de sel, ce qui prouverait une évaporation d'eau dans le passé.
- 20 juin : solstice d'été à 23:59 UTC[1].

### Juillet
- 4 juillet : la Terre se trouve à son aphélie[1].
- 10 juillet : les astéroïdes binaires seraient formés grâce à l'effet YORP[8],[9].
- 31 juillet : confirmation de la présence d'eau sur Mars  par la sonde Phoenix.

### Août

Animation détaillant la trace laissée par le passage de l'éclipse solaire du 1er août 2008 du Canada à l'Asie via la Sibérie.

- 1er août : éclipse solaire totale[3] visible dans le Nord-Est du Canada, dans le Nord du Groenland, en Sibérie, en Mongolie et en Chine. 
 L'éclipse partielle à Terre-Neuve, en Europe de l'Ouest (Allemagne, Autriche, Belgique, France, Irlande, Luxembourg, Pays-Bas, Pologne, Royaume-Uni, Suisse), en Scandinavie (Danemark, Finlande, Islande, Norvège, Suède), dans les Pays baltes (Estonie, Lettonie, Lituanie), en Europe centrale (Hongrie, Slovaquie, République tchèque), dans les Balkans (Serbie, Roumanie, Bulgarie, Grèce), en Turquie, en Russie d'Europe, en Asie centrale, et en Inde.
- 16 août : éclipse lunaire partielle[3].
- Inauguration du Planétarium-Observatoire astronomique à Anzi en Italie.

### Septembre
- 17 septembre : Hauméa devient la cinquième planète naine reconnue du système solaire[10].
- 22 septembre : équinoxe de septembre à 15:44 UTC[1].

### Octobre
- 7 octobre : un météoroïde de la taille d'une automobile explose à 37 kilomètres de hauteur au-dessus du désert de Nubie, avant de s'écraser au Soudan. Cet astéroïde, appelé 2008 TC3 ou « Almahata Sitta », devient le premier objet de ce genre à avoir été découvert avant son impact[11],[12].
- 8 octobre : Andrea Boattini redécouvre la comète 206P/Barnard-Boattini, qu'on croyait perdue ; Edward Emerson Barnard l'avait découverte le 13 octobre 1892.

### Novembre
- 2 novembre : dernier contact avec la sonde martienne Phoenix.

Sonde indienne Chandrayaan-1

- 13 novembre : grâce au télescope spatial Hubble, un astronome américain réussit les premières photographies optiques d'une exoplanète, désormais appelée « Fomalhaut b ». Elle est située dans l'orbite de l'étoile Fomalhaut, à 25 années-lumière de notre  système solaire, dans la constellation du Poisson austral. D'une masse  probablement proche de celle de Jupiter, elle pourrait avoir un système d'anneaux de dimensions comparables à celui entourant Jupiter dans sa jeunesse[13].
- 14 novembre : la sonde Moon Impact Probe, élément de la sonde indienne Chandrayaan-1 se pose sur la Lune. Il s'agit du premier atterrissage robotisé depuis Luna 24 en août 1976. Cet exploit permet à l'Inde de se hisser au même niveau que la Chine et le Japon, 45 ans après le lancement du programme spatial indien.
- 22 novembre : de la glace d'eau est découverte sur Mars.
- 27 novembre : une météorite d'une masse de 10 tonnes et dégageant une énergie de 300 tonnes de TNT embrase en se désagrégeant le ciel d'une grande partie de l'Ouest canadien, dans un rayon de 700 km. Selon l'université de Calgary, plusieurs de ses fragments sont découverts à proximité de la frontière entre les provinces de la Saskatchewan et de l'Alberta, éparpillés sur une surface de 20 km, près de la rivière Battle, à environ 40 km au sud de la ville de Lloydminster.

### Décembre
- 9 décembre : la Nasa annonce que le télescope spatial  Hubble a trouvé du dioxyde et du monoxyde de carbone dans l'atmosphère d'une planète de la taille de Jupiter, située à 63 années-lumière de la Terre, en dehors du système solaire. On a décelé sur cette planète l'existence de molécules organiques de méthane ainsi que de la vapeur d'eau. La découverte de composés organiques pouvant résulter de processus vivants sur une planète semblable à la Terre « pourrait fournir un jour la première preuve de vie en dehors de notre  planète[14] ».
- 12 décembre : la Lune atteint son périgée au moment de la pleine lune, apparaissant 14 % plus grande et 30 % plus brillante que lors des autres pleines lunes de l'année. Les deux événements ne coïncideront à nouveau qu'en 2016.
- 19 décembre : selon une étude parue dans la revue Science, des carbonates ont été découverts sur la planète Mars, ce qui suggère que les eaux qui ont coulé sur la planète dans le passé n'étaient pas très acides et étaient donc propices à l'émergence de la vie[15].
- 22 décembre : solstice de décembre à 15:44 UTC[1].

## Phases de la Lune
Le tableau suivant résume les phases de la Lune pour l'année 2008 :
| #  | Nouvelle lune | Premier quartier | Pleine lune | Dernier quartier |
| -- | ------------- | ---------------- | ----------- | ---------------- |
| 1  | 08/01         | 15/01            | 22/01       | 30/01            |
| 2  | 07/02         | 14/02            | 21/02       | 29/02            |
| 3  | 07/03         | 14/03            | 21/03       | 29/03            |
| 4  | 06/04         | 12/04            | 20/04       | 28/04            |
| 5  | 05/05         | 12/05            | 20/05       | 28/05            |
| 6  | 03/06         | 10/06            | 18/06       | 26/06            |
| 7  | 03/07         | 10/07            | 18/07       | 25/07            |
| 8  | 01/08         | 08/08            | 16/08       | 23/08            |
| 9  | 30/08         | 07/09            | 15/09       | 22/09            |
| 10 | 29/09         | 07/10            | 14/10       | 21/10            |
| 11 | 28/10         | 06/11            | 13/11       | 19/11            |
| 12 | 27/11         | 05/12            | 12/12       | 19/12            |
| 13 | 27/12         |                  |             |                  |

## Conjonctions

### Lune et planètes
Conjonctions (et occultations) entre la Lune et les planètes du système solaire pour l'année 2008 :
| Date  | Heure (UTC)   | Premier corps | Deuxième corps | Séparation (°) |
| ----- | ------------- | ------------- | -------------- | -------------- |
| 07/01 | 13:35         | Lune          | Jupiter        | 5,35           |
| 09/01 | 17:30         | Lune          | Mercure        | 0,9            |
| 20/01 | 01:30         | Lune          | Mars           | 0,65           |
| 25/01 | 03:10         | Lune          | Saturne        | 3,25           |
| 04/02 | 07:40         | Lune          | Vénus          | 5,9            |
| 04/02 | 07:40         | Lune          | Jupiter        | 5,0            |
| 16/02 | 04:30         | Lune          | Mars           | 3,1            |
| 21/02 | 07:40         | Lune          | Saturne        | 3,9            |
| 03/03 | 05:50         | Lune          | Jupiter        | 4,9            |
| 05/03 | 07:10         | Lune          | Mercure        | 4,0            |
| 15/03 | 03:10         | Lune          | Mars           | 1,3            |
| 19/03 | 19:35         | Lune          | Saturne        | 4,6            |
| 05/04 | 08:50         | Lune          | Mercure        | 4,00           |
| 12/04 | 03:05         | Lune          | Mars           | 3,1            |
| 15/04 | 17:00         | Lune          | Saturne        | 2,71           |
| 27/04 | 10:50         | Lune          | Jupiter        | 3,47           |
| 06/05 | 22:30         | Lune          | Mercure        | 2,1            |
| 12/05 | 22:35         | Lune          | Saturne        | 3,25           |
| 24/05 | 05:20         | Lune          | Jupiter        | 6,1            |
| 03/06 | 21:05         | Lune          | Vénus          | 3,85           |
| 08/06 | 00:55         | Lune          | Mars           | 2,5            |
| 09/06 | 01:30         | Lune          | Saturne        | 5,6            |
| 20/06 | 23:50         | Lune          | Jupiter        | 5,7            |
| 01/07 | 18:40         | Lune          | Mercure        | 6,52           |
| 03/07 | 16:55         | Lune          | Vénus          | 1,07           |
| 06/07 | 20:40         | Lune          | Saturne        | 3,91           |
| 17/07 | 21:55         | Lune          | Jupiter        | 5,2            |
| 01/08 | 17:20         | Lune          | Mercure        | 1,91           |
| 02/08 | 13:25         | Lune          | Vénus          | 2,48           |
| 03/08 | 10:55         | Lune          | Saturne        | 3,68           |
| 04/08 | 22:00         | Lune          | Mars           | 7,3            |
| 13/08 | 21:40         | Lune          | Jupiter        | 4,6            |
| 19/08 | 00:05         | Lune          | Uranus         | 2,80           |
| 01/09 | 14:35         | Lune          | Vénus          | 5,43           |
| 10/09 | 00:50         | Lune          | Jupiter        | 3,6            |
| 07/10 | 19:50         | Lune          | Jupiter        | 5,9            |
| 01/11 | 18:00         | Lune          | Vénus          | 5,2            |
| 03/11 | 20:35         | Lune          | Jupiter        | 3,5            |
| 08/11 | 22:10         | Lune          | Uranus         | 3,13           |
| 21/11 | 07:35         | Lune          | Saturne        | 6,5            |
| 01/12 | 16:52 - 18:20 | Lune          | Vénus          | Occultation    |
| 01/12 | 18:10         | Lune          | Jupiter        | 2,09           |
| 19/12 | 00:35         | Lune          | Saturne        | 5,9            |
| 28/12 | 17:35         | Lune          | Mercure        | 5,8            |
| 29/12 | 17:35         | Lune          | Jupiter        | 3,3            |

### Entre planètes
Conjonctions entre planètes du système solaire pour l'année 2008 :
| Date  | Heure (UTC) | Premier corps | Deuxième corps | Séparation |
| ----- | ----------- | ------------- | -------------- | ---------- |
| 23/01 | 00:20       | Mercure       | Neptune        | 16,3'      |
| 01/02 | 13:13       | Vénus         | Jupiter        | 35,3'      |
| 27/02 | 09:47       | Mercure       | Vénus          | 1,1°       |
| 07/03 | 00:42       | Vénus         | Neptune        | 34,1'      |
| 09/03 | 07:56       | Mercure       | Neptune        | 54,4'      |
| 24/03 | 14:34       | Mercure       | Vénus          | 58,1'      |
| 27/03 | 21:14       | Mercure       | Uranus         | 1,6°       |
| 28/03 | 23:49       | Vénus         | Uranus         | 41,2'      |
| 07/06 | 16:53       | Mercure       | Vénus          | 2,9°       |
| 10/07 | 19:36       | Mars          | Saturne        | 38,4'      |
| 13/08 | 19:00       | Vénus         | Saturne        | 13,3'      |
| 15/08 | 21:22       | Mercure       | Saturne        | 38,0'      |
| 20/08 | 22:51       | Mercure       | Vénus          | 55,9'      |
| 07/09 | 05:20       | Mercure       | Mars           | 2,5°       |
| 12/09 | 04:46       | Vénus         | Mars           | 18,2'      |
| 29/11 | 03:00       | Mercure       | Mars           | 33,0'      |
| 01/12 | 09:44       | Vénus         | Jupiter        | 2,0°       |